# El Carmen de Chucurí
El Carmen de Chucurí, spesso semplicemente El Carmen, è un comune della Colombia facente parte del dipartimento di Santander.
L'abitato venne fondato da Basilio e Pedro José Beltran e da Felix Corzo nel 1938, mentre l'istituzione del comune è del 4 giugno 1986.